# Scraptia inclusa
Scraptia inclusa es una especie de coleóptero de la familia Scraptiidae.

## Distribución geográfica
Habita en el Báltico.